# تيشان
تيسانيهي بلدة وبلدية في الجزء الشمالي من البوسنة والهرسك،  وتقع بالقرب من تيسليتش ودوبوي وزافيدوفيتشي. ومن الناحية الإدارية، تنتمي هذه المدينة إلى كانتون زينيكا-دوبوي في اتحاد البوسنة والهرسك.

## التاريخ
ذكر الاسم الحالي للمدينة لأول مرة في عام 1461 في ميثاق من الملك ستيفن توماسيفيتش إلى عمه راديفوج.
بين النصف الثاني من القرن الخامس عشر والنصف الأول من القرن السادس عشر، كان تاريخ تيساني فوضوي نوعا ما. وبما أن البوسنة كانت تعتبر دولة عازلة من قبل العثمانيين، تغير الحكام في كثير من الأحيان، بالتناوب بين الحكم العثماني والمجري.
من عام 1512 كانت تيساني تحت حكم مستمر من الإمبراطورية العثمانية وكان أكثر الحكام العثمانيين المؤثرين في تيساني البوسني غازي فرهاد بك عندما كانت المدينة تحت سلطته تطورت بسرعة,. كان أهم مساهمته هو مسجد فرهاديجا (1563)، الذي لا يزال قائما في البلدة القديمة، التي يعود تاريخها إلى القرن السادس عشر. توفي غازي فرهاد بك في 1568 ودفن في ساحة المسجد.
منزل إميناجيك القديم هو أقدم منزل في تيساني، لا يزال يقف أمام اختبار الزمن، ويقال أنه قد بني في نهاية القرن ال 17.
ويهيمن على المدينة القديمة القلعة التي تم الحفاظ عليها جيدا والتي تطل على المدينة بأكملها في وقت مبكر جدا أصبحت هذه القلعة مركزا للحياة الاقتصادية والثقافية في تيساني.

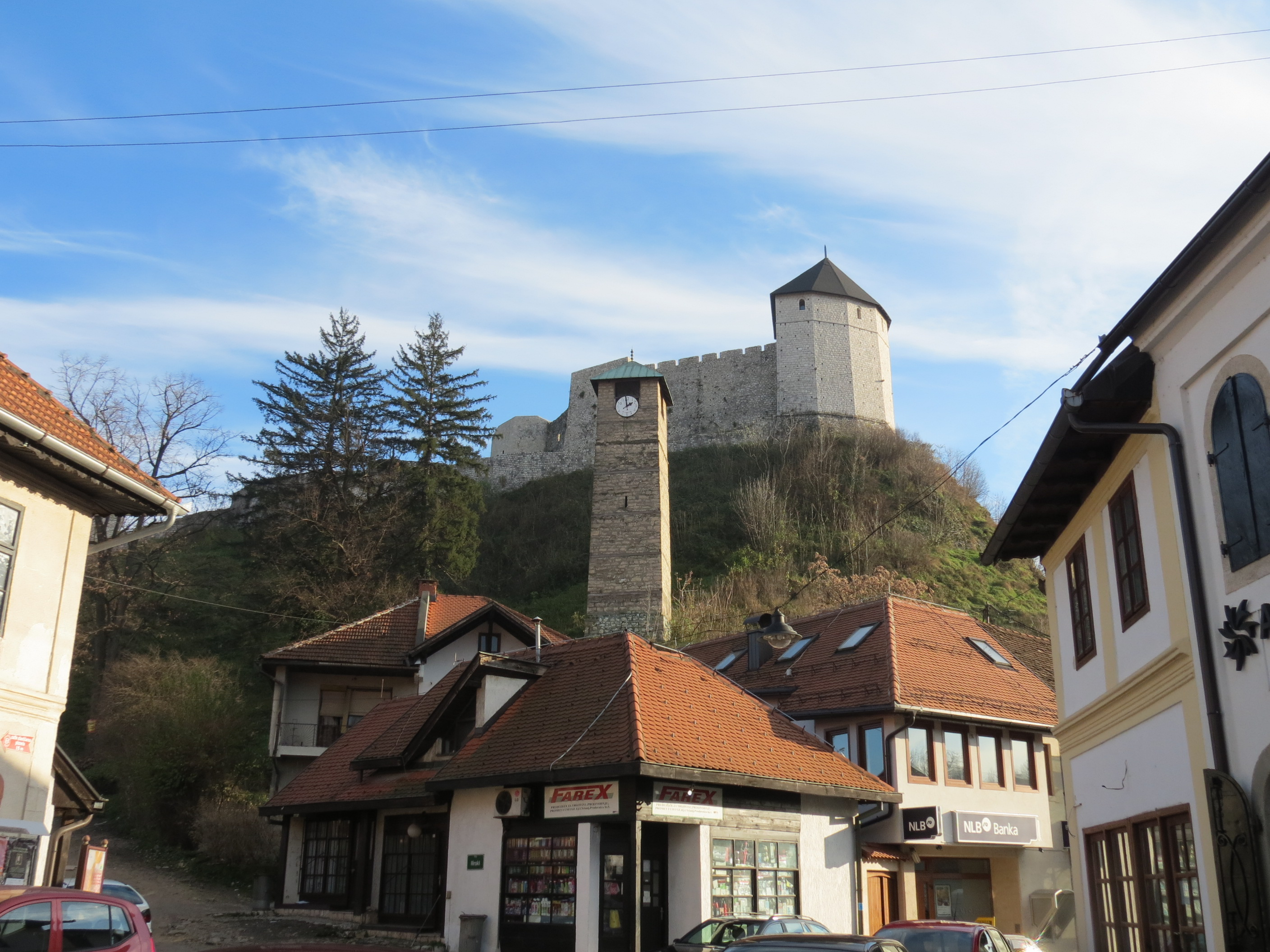

تم بناء برج الساعة في القرن السابع عشر. من بين ما مجموعه 21 برجا تم بناؤها في جميع أنحاء البوسنة والهرسك، يعتبر هذا البرج واحدا من أربعة أبراج لا تزال تعمل بشكل صحيح.
من 1929 إلى 1941، كانت تيساني جزءا من فرباس بانوفينا من مملكة يوغوسلافيا

## جغرافيا
تقع تيساني في شمال البوسنة والهرسك على ارتفاع 230 متر البلديات المجاورة هي دوبوي، ماجلاي، أوسورا وتسليتش